# Sass Brunner Erzsébet
Sass Brunner Erzsébet, eredeti neve: Farkas Erzsébet Etelka Alojzia, névváltozatok: Sassné Farkas Böske; Elizabeth Sass Brunner (Nagykanizsa, 1889. június 14. – Bareli, 1950. február 19.) magyar festőművész, utazó.

## Életpályája
1892-ben elvesztette édesanyját. Anyai nagyanyja, majd testvérei nevelték fel. 1898-ban már rendszeresen festett. Óvónőképző intézetbe iratkozott be, ahol 1907-ben szerzett oklevelet. 1908-ban beiratkozott Sass Ferenc (eredeti nevén Brunner Ferenc) (1882–1963) nagykanizsai festőiskolájába. 1909–1914 között dunántúli városokban és Budapesten állították ki festményeit. Az első világháború megviselte a házaspárt. 1923-ban Budapestre költözött, férje Nagykanizsán maradt. 1925-ben lánya, Brunner Erzsébet is Budapestre költözött. 1925-ben böjtölni kezdett, és 28 napig minden ételt megvont magától. 1928. nyarát Tihanyban, az Akasztóhegy alatt egy sátorban töltötte. 1929. május 29-én lányával elindult Indiába. 1930. február 17-én érkeztek meg oda. 1932-ben több indiai uralkodótól kaptak meghívást. 1934-ben Mahátma Gandhival találkoztak. 1935–1936 között sor japán várost, kolostort és templomot kerestek fel. 1937. szeptemberében folytatták világ körüli turnéjukat; voltak az USA-ban, San Franciscoban, Los Angelesben és New Yorkban. 1938-ban visszatértek Európába, és kiállítást rendeztek Londonban. 1939–1942 között Gudzsarátba és Rádzsasztánba látogattak. A második világháború alatt – még magyar állampolgárként – a brit hatóságok ellenségnek tekintették. 1942-ben internálták őket. 1944. áprilisában szabadultak ki az internálásból. 1950. január elején erősen meghűlt és mellhártyagyulladást kapott. 

## Családja
Szülei Farkas Ferenc rendőrkapitány és Józan Etelka (1863–1892) voltak. 1909. május 7-én, Nagykanizsán házasságot kötött Brunner Ferenccel. Egy lányuk született: Brunner Erzsébet (1910–2001), aki festőművész volt.

## Festményei
- Önarckép (1925)
- Tájkép a Balatonnál (Badacsony, 1926)
- A szeretet napja (Budapest, 1928)
- A kék tó (Santa Agata, 1929)
- Az utazás kezdetén/Indulás az ismeretlenbe (Nagygörbő, 1929)
- Sáfrányföldek (Kasmír, 1932)
- Japán tengerpart (Sikine, 1935)

## Díjai
- A Magyar Népköztársaság Zászlórendje (1988)[7]